# Netmedie
Netmedier er f.eks. nyhedsmedier, magasiner, service-sites, organisationssites, der udkommer på internettet. 
Udtrykket fortolkes ofte som omhandlende sites, hvis hovedindhold er journalistik-præget, såsom nyhedssites, fagblade og magasiner. Men, ordet benyttes også i bredere forstand om hjemmesider, der giver brugerne adgang til services såsom rubrikmarkeder, kort, m.v.
Internetmedier kan både være "rene netmedier", der kun findes på nettet og sites hvis indhold hovedsageligt udkommer på en anden platform som papir, radio eller tv. Teknisk set er en række platforme som mobilsites også "internetmedier", men de omtales ofte i en kategori for sig.
En håndfuld af de største danske netmedier besøges hver uge af en halv til en hel million danskere, og samlet set er netmediernes annonceindtægter nu større end tv, dagblade, fagblade og radio. Det inkluderer dog også udenlandsk ejede sites som Google og Facebook.

## Historisk udvikling
Det første traditionelle medie i Danmark der tog springet til også at være et internetmedie var fagbladet Ingeniøren, der i december 1994 fik en hjemmeside. Siden fulgte bl.a. Jyllands-Posten, Dagbladet Børsen og DR.
Frem til 1998 var der hovedsageligt tale om korte præsentationer eller kopier af eksisterende produkter, og i de første år blev der hånligt talt op copy-paste journalistik. Netmedierne har dog hele tiden været i kraftig udvikling, og i 2009 gik Cavlingprisen f.eks. til Berlingske Tidende for journalistik, der både blev publiceret i avisen og på nettet.
De store danske nyhedsmedier fik i løbet af de første ti år tiltrukket et stort antal læsere på at levere hurtig nyhedsjournalistik. Især dagbladene kunne se fordelene i, at de ikke længere kun kunne udkomme en gang i døgnet, men kunne tage konkurrencen op med radio og tv.
Ud over den hurtige nyhedsjournalistik har netmedierne også benyttet sig af nettets muligheder for at være interaktivt, publicere utroligt store stof/data-mængder og være geografisk uafhængigt.

## Økonomisk udvikling
Fra 2006 nåede annonceindtægterne op på et niveau, der tillod massive investeringer i de nye medier. Det betød ansættelse af flere journalister, bedre netjournalistik og lancering af flere niche-sites.
I 2009 steg annonceindtægterne på de danske netmedier til over 3 milliarder kroner, og dermed blev netmedierne den største annonce-platform foran tv og dagblade.

## I Danmark
I Danmark er traditionelle medier omfattet af Medieansvarsloven. I hvilket omfang Internetservicer, såsom websteder, skal falde ind under loven har været diskuteret siden 1997.
Spørgsmålet har betydning for om netmediet kan føres for Pressenævnet og om netmediets journalister kan påkalde sig kildebeskyttelse efter Retsplejeloven.
Loven har angivet at netmedier skulle anmelde sig til Pressenævnet for at falde ind under Medieansvarsloven. Der findes dog eksempler på at netaviser med åbenbar journalistisk indhold (journalisten.dk og Nyhedsavisen) har glemt at anmelde sig til Pressenævnet.